# William Tröger
Theodor William Tröger (* 19. Dezember 1805 in Johanngeorgenstadt; † 22. August 1875 ebenda) war ein deutscher Berggeschworener, Markscheider und frühindustrieller Montanunternehmer im Erzgebirge. Er gehörte zu den wichtigsten Bergbeamten der beiden Bergämter Johanngeorgenstadt und Schwarzenberg/Erzgeb. und war neben zahlreichen anderen bedeutsamen Gruben dies- und jenseits der sächsisch-böhmischen Grenze Besitzer der heutigen Besucherbergwerke Mauritius-Zeche bei Hengstererben (Hřebečná), die innerhalb der „Montanen Kulturlandschaft Abertam (Abertamy)–Gottesgab (Boží Dar)–Bergstadt Platten (Horní Blatná)“ zum UNESCO-Welterbe „Montanregion Erzgebirge“ gehört, und St. Christoph in Breitenbrunn/Erzgeb. In der Stadt Oelsnitz/Erzgeb. und im  tschechischen Zwittermühl (Háje) sind Schächte nach ihm benannt.

## Leben und Wirken
Er war der Sohn des evangelischen Pfarrers Franz Thomas Tröger, der vor allem durch die 1820 in Druck erschienene Kranken- und Schwärmergeschichte „Das wunderbare Mädchen zu Johanngeorgenstadt“ überregional bekanntgeworden ist. Tröger schlug nach dem Schulbesuch ab 1822 eine bergmännische Ausbildung an der Bergakademie Freiberg ein und war von 1827 bis 1830 als Markscheidergehilfe beim Bergamt Johanngeorgenstadt und danach dort als Vizemarkscheider sowie gleichzeitig als Lehrer an der Bergschule Johanngeorgenstadt tätig. 1837 wurde er am dortigen Königlichen Bergamt zum Geschworenen, Zinn- und Vitriolwaagemeister sowie Eisensteinmesser ernannt. Neben dieser amtlichen Tätigkeit engagierte er sich als staatlicher Beamter auch privat ungewöhnlich intensiv nebenberuflich im Berg- und Hüttenwesen und dies vor allem jenseits der Grenze im Königreich Böhmen. Dort wollte er u. a. den Gottholdstolln zur neuen Blüte führen. Ferner betrieb er die Silberbergwerke „Schönerz“ bei Gottesgab, „Anton“, „Johann in der Wüste“, „Marie hilf Bleizeche“ und „Milde Hand Gottes“ bei Weipert (Vejprty) und Neugeschrei (Nové Zvolání) und die Eisensteinbergwerke „Richard“ bei Brettmühl (Pila), „Vorsehung Gottes“ bei Jungenhengst (Luhy) sowie weitere bergmännische Anlagen u. a. bei Neklid (Unruh am Keilberg). Die Gruben um Weipert (Vejprty) hatte er für die damals hohe Summe von 4.000 Gulden vom böhmischen Staat angekauft. Er wurde dadurch zu einem wichtigen Arbeitgeber in der sonst recht erwerbsschwachen böhmischen Grenzregion des oberen Erzgebirges.
Auch im Königreich Sachsen betrieb er mehrere Bergwerke, so  den nach ihm benannten Trögerschacht in Oelsnitz/Erzgeb., Abraham Maaßen am Riesenberge, Johannes Erbstolln am Rothenberg bei Erla, den Tiefen Erbstolln in Henneberg bei Johanngeorgenstadt, Neu Entblößt Glück Fundgrube am Hinteren Fastenberg bei Johanngeorgenstadt, Tannenbaum Fundgrube bei Steinbach, Emma Fundgrube samt Tannenbaum untere Maßen am Steinbach bei Steinbach, Neujahr Stolln bei Erlabrunn mit Heilige Drei Könige Stolln am Kompassberg, Roter Hirsch Erbstolln am Möckelseifen zwischen Steinbach und Sauschwemme, Friedefürst und Osterlamm Fundgrube am Riesenberg bei Steinbach und Therese Fundgrube samt Unger und Osterlamm Stolln, an der Ochsentränke bei Neidhardtsthal und Burkhardtsgrün. Zuvor war er bis 1847 am Betrieb des Eisenhüttenhüttenwerks Breitenhof beteiligt und war Mitbesitzer des bedeutsamen Bergwerks St. Christoph bei Breitenbrunn. Auch seine Ehefrau bezog er seine unternehmerischen Aktivitäten im Bergbau mit ein. Beispielsweise erwarb sie sämtliche Kuxe des Friedrich August Stolln und Fundgrube am rechten Ufer der Kleinen Bockau im Auersberger Grund zwischen Steinbach und Sosa.
Im Auftrag des Freiherrn Heinrich von Kleist (1797–1876) im böhmischen Neudek (Nejdek) erhielt er die Verleihung der Michaelis Fundgrube und Maßen einschließlich der Matzlieb Stollnwasser, der Schlegel Zeche, des Weckeritz Stolln, der Eisenwerker Stollnwasser sowie von Heinrich Stolln, Fundgrube und Maßen der Hirschenstander Straße beim Gasthaus in Oberwildenthal. In diesen Gruben wurde hauptsächlich Eisenstein abgebaut.
Die Stadt Johanngeorgenstadt dankte ihm 1846 öffentlich, für die finanzielle Unterstützung und Übernahme der Bauleitung für einige kommunale Bauten. Während der Revolutionen 1848/1849 ließ er sich im März 1848 als Wahlmann im 12. Städtischen Bezirks (Amtshauptmannschaft Schwarzenberg) aufstellen. Auch bei den Wahlen der folgenden Jahre bis hin zu den Reichstagswahlen blieb Tröger Wahlvorsteher.
Durch den regen Bergbau auf Silber, Eisenstein, Wismut und Kobalt zu Reichtum gelangte, konnte er sich u. a. ein repräsentatives Haus am Marktplatz in der Amtsstadt Schwarzenberg/Erzgeb. leisten, das er mit seiner Familie bewohnte, denn ein Jahr vor der Auflösung des Bergamtes Johanngeorgenstadt 1855 war sein neuer Dienstort als Berggeschworener zunächst nach Annaberg, 1855 bis 1868 dann nach Schwarzenberg verlegt worden.
Neben dem Erzbergbau investierte Tröger auch in den am Nordrand des Erzgebirges neuaufgekommenen Abbau von Steinkohle. Im Lugau-Oelsnitzer Steinkohlenrevier ließ ab 1857 unweit von Neuoelsnitz den „Trögerschacht“ 17 m abteufen. In der benachbarten Bezirksstadt Chemnitz wurde er gemeinsam mit dem Eisenbahnpionier Richard Hartmann 1858 einer der fünf Mitgründer der dortigen Steinkohlenbau-Gesellschaft, in deren Ausschuss er gewählt wurde und bis zu seinem Tod saß.
1869 verkaufte Tröger sein Haus am Markt Nr. 31 in Schwarzenberg und zog nach Johanngeorgenstadt zurück.  Die Stadt war kurz zuvor fast vollständig abgebrannt. Hier war er bis zu seinem Tod Berggeschworener. Aufopferungsvoll stellte er eigene Interessen zurück und wirkte im Pensionsalter noch mehrere Jahre bis zu seinem Tod 1875 als Vertreter des Bürgermeisters und Stadtverordneter beim Wiederaufbau seiner zerstörten Heimatstadt mit. Daneben war er Lokalvertreter der Gothaer Versicherungsbank. In seiner umfangreichen Sammlung befanden sich auch drei ausgestopfte Auerhähne, die ein Beleg dafür sind, dass dieses inzwischen im Erzgebirge ausgestorbene Tier dort noch recht zahlreich vorkam.
Zu seinen Kindern zählte u. a. der Schneeberger Betriebsdirektor Otto Richard Tröger (1838–1917), nach dem das Mineral Trögerit benannt wurde, und Bergbaudirektor Karl Rudolf Tröger (* 1840), der 1871 in Bärringen die Tochter des dortigen Spitzenfabrikanten Meinl heiratete und später dort Bezirksobmann und Bürgermeister wurde. Der Bergmeister Ottomar Tröger im böhmischen Preßnitz (Přísečnice) war sein Bruder, der ihn gelegentlich auch bei seinen Montanunternehmen unterstützte.

## Schriften (Auswahl)
- Grubenbericht von dem Berggebäude Reichen Berg Seegen Fundgrube. in Freyberger Bergamts und deren Bränder Revier in Grubenholze gelegen, Freiberg 1823, urn:nbn:de:bsz:14-db-id5105166961
- Beschreibung der Seifenarbeit, wie solche auf den in Eibenstöcker Bergamts Revier gelegenen Seifengebirge am Fuße des Auersbergs, ohnweit Steinbach angewendet wird. Freiberg 1824, urn:nbn:de:bsz:14-db-id5105850191
- Aufbereitungsbericht von dem Berggebaeude Alte Mordgrube Fdgbe. in der Freiberger Bergamts und deren Hohenbirkner Revier auf dem obern Brande gelegen. Freiberg 1825, urn:nbn:de:bsz:14-db-id51066170X7
- Gutachten über die Verstufung der gewerkschaftliche Felder lösenden Stollnflügel und -trakte sowie den Wert des Georg Stolln-Huthauses und anderer Immobilien. 1863.
- Gutachten und Abschätzung des Berggebäudes Johannes Fundgrube am Rehhübel bei Oberwildenthal. o. J.
- Gutachten über die Wertlosigkeit der Segen des Herrn Fundgrube am Geiersberg bei Eibenberg. o. J.
- Gutachten über die Wertlosigkeit der Valerian Fundgrube am Hinteren Rabenberg bei Breitenbrunn. o. J.
- Gutachten über den Rosenhöfer Bergbau und dessen Wiederangriff. o. J.
- Bericht über die Porzellanerdevorkommen von Weißes Glück Fundgrube am Höllengrund, Friedefürst Stolln am Brand bei Erlabrunn, Jakob Fundgrube am Jungen Auersberg und Heilige Drei Könige Stolln am Sosaer Bach sowie deren Gewinnung. o. J.

## Risse (Auswahl)
Im Sächsischen Staatsarchiv in Freiberg befinden sich von Tröger u. a. folgende bergbauliche Zeichnungen und Risse in qualitativ hoher Manier, die als Digitalisate auch online nutzbar sind:
- Johannes Fundgrube am Rehhübel bei Johanngeorgenstadt neu zu erbauendes Kunstgezeug mit 103 Lachter langem Feldgestänge (Anlagenzeichnung). 1828.
- Neu Beschert Glück Stolln am Schieferbächel bei Johanngeorgenstadt (Grund- und Seigerriss). 1830.
- Lorenz Fundgrube am Rehhübel bei Johanngeorgenstadt (Grund- und Seigerriss). 1830.
- Treue Freundschaft Fundgrube und Elias Stolln am Mittleren Fastenberg bei Johanngeorgenstadt (Grund- und Seigerriss). 1831.
- Hohe Tanne Stolln mit einem Teil von Rosina Charitas Fundgrube bei Johanngeorgenstadt (Grund- und Seigerriss). 1831.
- Margaretha, Urban und Eisengans Fundgrube und Stolln am Steinbach bei Steinbach (Grund- und Seigerriss). 1832.
- Prinz Wilhelm Stolln am Steinbach in Steinbach (Grund- und Seigerriss). 1832.
- Berggebäude Gottes Segen, Georg, Kinder Israel, Dresdner, Schaller, Hanauer Lust, Neue Brüderschaft, Weiße Taube, Neu Freiberger Glück und Gegenglück Stolln bei Johanngeorgenstadt (Grund- und Seigerriss). 1832.
- Neujahr, Frisch Glück und Gottes Segen Erbstolln, Römischer Adler, Gnade Gottes, Gotthelf Schaller und Hohneujahr Fundgrube bei Johanngeorgenstadt (Grund- und Seigerriss). 1834.
- Hilfe Gottes Stolln am Jugel, Beilehn des Rothenberger Stolln bei Johanngeorgenstadt (Grund- und Seigerriss). 1834.
- Vorderer Fastenberg bei Johanngeorgenstadt sowie ein Teil des Mittleren Fastenberges und des Erzengelgebirges mit den dortigen Stölln und wichtigsten Grubenbauen (Grund- und Seigerriss). 1834.
- Gottes Segen mit Hohneujahr Fundgrube und Unverhofft Glück am Unteren Fastenberg bei Johanngeorgenstadt (Grund- und Seigerriss). 1835.
- Gnade Gottes und Römischer Adler gemeinschaftliches Feld im Fastenberg bei Johanngeorgenstadt (Spezialriss). 1835.
- Heilige Drei Könige Fundgrube am Erzengelgebirge bei Johanngeorgenstadt. (Grund- und Seigerriss). 1835.
- Johannes und Lorenz Fundgrube am Rehhübel bei Johanngeorgenstadt (Grund- und Seigerriss). 1836.
- Henneberger Stolln und Tiefer Erbstolln im Jugelgrund bei Johanngeorgenstadt, Angabe eines Tageschachtes nach dem Lorenz Stollnort (Spezialriss). 1836.
- Infristhaltung. Vorrichtung des Ehregott Stolln am Schwarzwasser an der Sachsenfelder Brücke bei Sachsenfeld. 1837.
- Gotthelf Schaller am Vorderen Fastenberg bei Johanngeorgenstadt, projektierte Röschenanlage von Steinbach bis Gotthelf Schaller Wäsche (Grund- und Seigerriss). 1837.
- Julius Stolln am Halbenberg bei Wildenthal (Grund- und Seigerriss). 1839.
- Gottlob Stolln am Ellbogen bei Wildenthal, Durchschlag mit dem Tageschacht (Grund- und Seigerriss). 1843.
- Erzengel Raphael Maßen, Adolphus und Eleonora Stolln am Erzengelgebirge und am Fastenberg bei Johanngeorgenstadt (Grund- und Seigerriss). 1851.
- Tannenbaum Stolln am Steinbach bei Johanngeorgenstadt (Grund- und Seigerriss). 1852.
- Dresdner Tiefer Erbstolln, Neue Brüderschaft, Weiße Taube, Georg, Gottes Segen, Himmlisch Heer und Gottes Hilfe Stolln bei Johanngeorgenstadt (Grund- und Seigerriss). 1867.
- Wilder Mann Fundgrube und Glockenklang Stolln bei Johanngeorgenstadt (Grund- und Seigerriss). o. J.